# Эдмондс, Лу
Роберт Дэвид Ф. «Лу» Эдмондс (англ. Robert David F. "Lu" Edmonds род. 9 сентября 1957 года) — британский рок-музыкант и фолк-музыкант. Эдмондс рос за границей в Польше, Южной Америке, России и на Кипре, получая образование в местных школах.  

## Карьера
Проведя большую часть молодости за границей, он приобрёл разнообразие музыкального вкуса, который в большой степени связан с этнической музыкой. Эдмондс начал карьеру в группе The Damned, он играл на втором альбоме группы — Music for Pleasure 1977 года. Участники группы прозвали его «Lunatic» (в переводе с англ. — «Сумасшедший») и стали звать просто «Лу». После ухода из The Damned, он играл в таких коллективах как Spizzenergi, The Mekons, Three Mustapha Three и многих других.
В 1986 году Лу был принят в PiL для предстоящего тура в поддержку альбома Album. После тура Лу остался в группе и пробыл в ней около трёх лет. Он стал важной частицей нового PiL. В 1987 году он участвовал в записи нового альбома Happy?. И хотя серьёзные проблемы со слухом вынудили его покинуть группу во время записи альбома 9, Джон Лайдон пообещал, что Лу будет указан среди создателей альбома. Эдмондс расстался в хороших отношениях с Лайдоном; Джон заявлял в интервью, что он один из немногих, с кем бы он поработал снова. В 1988 году Эдмондс играл на фестивале «Rock Summer Festival» в Талине, СССР. Это был его последний концерт с PiL.
Несмотря на то, что Лу был вынужден оставить PiL в сентябре 1988 года из-за звона в ушах, он позже возвратился к музыкальной сцене, играя более акустическую музыку с такими группами как Shriekback и с Билли Брэггом. Он также связан с тувинской музыкальной группой Ят-ха, с которой встретился в первый раз, когда играл на легендарном эстонском концерте PiL. В 2010 году Эдмондс участвовал в создании альбома Poets and Lighthouses Альберта Кувезина, лидера Ят-ха.
В 2009 году вместе с Брюсом Смитом, который также уже играл в группе, воссоединился с PiL. В 2012 году они выпустили альбом This is PiL.